# Ermites dans la taïga

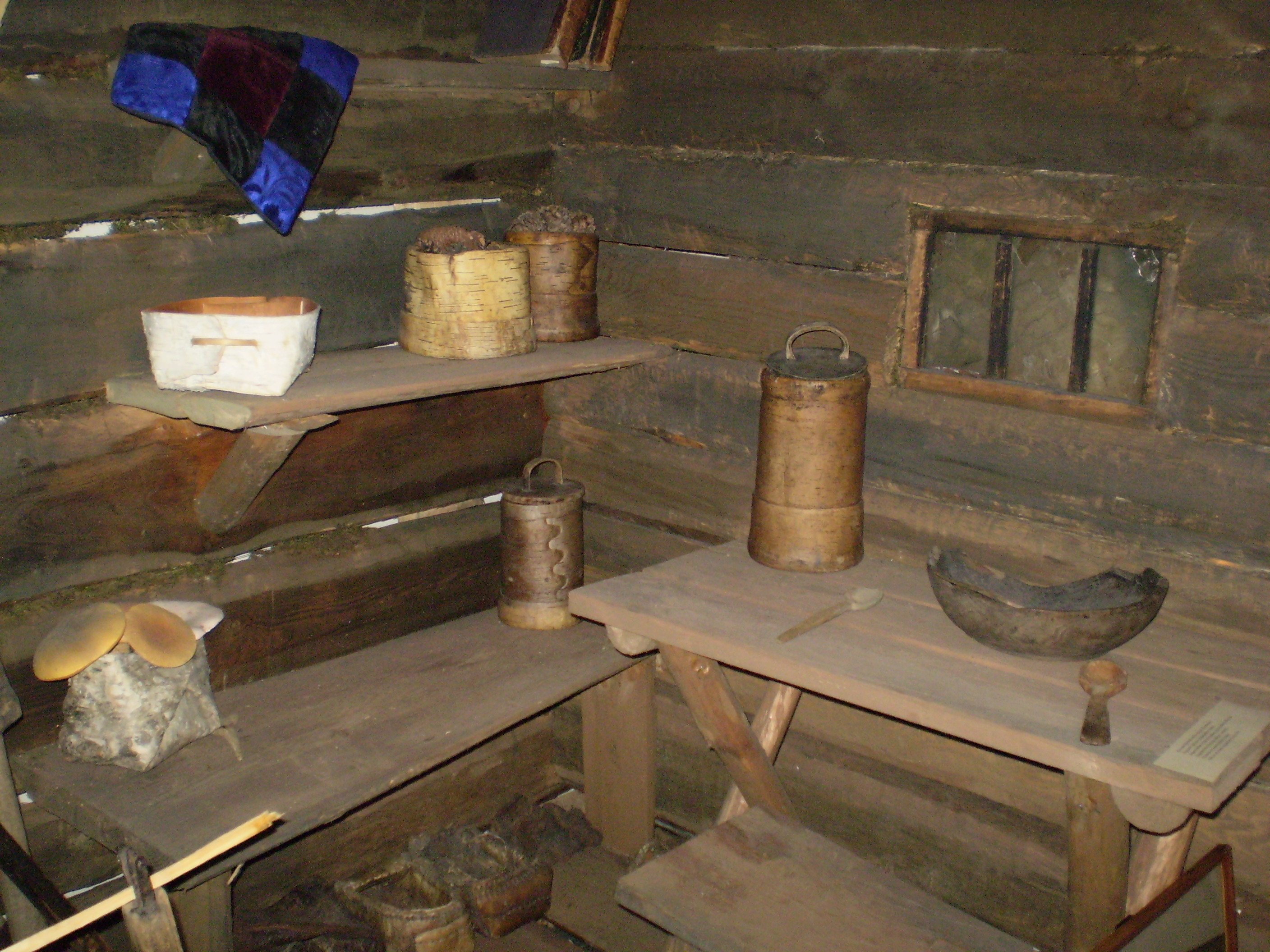
Reconstitution de l'intérieur de l'habitation de la famille Lykov, dans un musée de Krasnoïarsk.

Ermites dans la taïga (titre original : Таёжный тупик) est un récit publié en Union soviétique en 1983 par le journaliste russe Vassili Mikhaïlovitch Peskov. L’auteur a popularisé l’histoire vraie de la famille Lykov (en russe : Лыков), des vieux-croyants découverts en 1978, vivant en pleine taïga, dans une région très reculée de Sibérie, sans aucun contact avec le monde extérieur depuis 33 ans. Vassili Peskov a fait plusieurs séjours en Sibérie aux côtés des Lykov, dont il raconte la vie incroyable dans une nature impitoyable. La plus jeune des filles, Agafia Lykova (en), vivait toujours dans la forêt en 2019. Traduit et publié en France en 1992 par Actes Sud, l’ouvrage a connu un grand succès éditorial.

## L’histoire des «ermites de la taïga»
Nous sommes à l’été 1978, dans les montagnes du Khakaze, une région de l’Altaï extrêmement reculée dans le sud de la Sibérie centrale, proche des sources du fleuve Ienissei. Un pilote d’hélicoptère convoyant un groupe de géologues au dessus de la taïga, aperçoit dans la forêt une cabane et ce qui ressemble à un potager. Quelques jours plus tard, venus à pied du camp qu’ils ont installé sur la rivière Abakan, les géologues atteignent cette isba isolée à plus de 250 km du dernier lieu habité. Ils y trouvent la famille Lykov et s’aperçoivent que ces robinsons de la Sibérie sont des vieux-croyants qui vivent là, cachés, sans aucun contact avec le monde extérieur depuis 33 ans. 
Au moment de leur découverte, les Lykov étaient au nombre de cinq : le père, Karp Ossipovitch, a alors 70 ans ; son fils ainé, Savvine, 50 ans ; sa fille Natalia, 40 ans ; son fils cadet, Dmitri, 35 ans ; et la cadette, Agafia, 33 ans. La mère, Akoulina, était morte de faim en 1961. Quand Vassili Peskov, auteur du livre « Ermites de la taïga », arrivera à l’isba des Peskov en 1982, seuls le père et sa fille Agafia étaient encore en vie. Les trois autres étaient morts en l’espace de quelques semaines l’automne précédent. Karp Ossipovitch Lykov décédera en 1988. 
Les enfants, dont les moins âgés n’avaient jamais vu d’autres être humains que les membres de leur famille, savaient lire et écrire, grâce à leur familiarité avec les livres pieux précieusement conservés. Leur langue comportait de nombreuses expressions en vieux russe ; par exemple, voyant l'image d'un cheval, Agafia s'est exclamé : Un destrier !, comme sur l'image de la bible maternelle.
Les premiers échanges avec leurs visiteurs sont courtois, avec une forte curiosité réciproque, mais aussi une grande prudence de la part des Lykov. Leurs convictions religieuses d’une extrême rigueur les empêchent d’accepter les présents de leurs visiteurs (« Ça nous est défendu » répètent-ils), en dépit de leur total dénuement. La région est très dure : huit mois d’hiver, un mètre de neige, des températures qui descendent à -30°, voire -50° degrés. Ils sont vêtus de toile de chanvre, marchent nus pieds ou avec des sabots d’écorce, survivent avec un régime alimentaire très limité, à base de pommes de terre. 
La fuite dans la taïga de la famille Lykov s’inscrit dans l’histoire multi-séculaire du « schisme » (le raskol en russe) créé par la décision du tsar Pierre 1er et du patriarche Nikon en 1653 de réformer les textes liturgiques de l’église orthodoxe. Les razkoloniki réfractaires furent persécutés, persécution qui se poursuivra sous le régime soviétique. Beaucoup, rejetant non seulement les nouveaux dogmes mais tous les usages civiques, rejoignirent la secte des begouny (« les fuyards ») et « prirent les bois », dans un refus radical du monde. Karp Lykov et son épouse étaient originaires d’une communauté de vieux-croyants de la région du Tioumen. À partir du milieu des années 30, fuyant les contacts avec les autorités, marqués tantôt d’indifférence ou de bienveillance, tantôt de violence (en 1936, le frère de Carp Lykov est tué par un milicien), ils s’installent d’étape en étape dans des lieux de plus en plus isolés, mais sans se cacher. La visite d’un détachement de topographes entraine en 1945 leur disparition au plus profond de la taïga des Monts Altaï.  
Au fil des années d’une relation épisodique mais de plus en plus essentielle avec les géologues installés à 25 km de leur isba et leurs autres visiteurs, les Lykov vont réduire la liste de leurs interdits, adopter de plus en plus de vêtements, d’outils ou d’ustensiles et accepter des denrées alimentaires dont ils auront progressivement du mal à se passer. Sans pour autant accepter de revenir « dans le monde » et sans renoncer à leur foi « frénétique », écrit Peskov, « la foi qui les avait aidés à tenir bon, mais les avait acculés à cet extrême isolement, à cette impasse dramatique ».

## «Ermites dans la taïga»: le livre
Vassili Peskov, journaliste moscovite à Komsomolskaïa Pravda et présentateur connu de l’émission de la télévision soviétique « Dans le monde des animaux », décrit dans son livre une histoire qu’il a lui-même partagée. Il est en effet prévenu en 1982 par un chercheur régionaliste vivant à Krasnoïarsk de la découverte quelques années auparavant de la famille Lykov et se rend sur place en septembre. Il fera à partir de cette date de multiples séjours chez les Lykov, publiera des articles sur les « ermites de la taïga » et prendra une part très active au soutien apporté à Agafia, la dernière survivante de la famille Lykov. En accord avec Erofeï Sedov, foreur dans l’équipe des géologues qui s’attacha à la famille et devint en quelque sorte leur « parrain », il veillera aussi à la protéger autant que possible de la curiosité malsaine et des illuminés qui tentèrent (parfois avec succès) de l’approcher. 
Le livre de Vassili Peskov est le prolongement de ses articles de la Konsomolskaïa Pravda, qui passionnèrent le public en Union soviétique. Dans cette période agitée (catastrophe nucléaire de Tchernobyl, perestroïka, proche effondrement de l’URSS), le sort des Lykov attirera la sympathie des Russes, travaillés aussi par le retour à la religion après la longue éclipse imposée par le communisme. Un « fonds Agafia » sera ouvert au journal, abondé par les versements des lecteurs qui souhaitent aider la dernière des Lykov en lui offrant des vivres ou autres présents.  
L’ouvrage décrit, avec une grande empathie, la découverte des Lykov, l’origine du schisme des vieux-croyants, l’histoire personnelle de chacun des membres de la famille et le bouleversement qu’a représenté pour eux le premier contact avec les géologues. Leur mode de vie extrêmement précaire (« Un mélange de préhistoire et de Russie d’avant Pierre le Grand », écrit Peskov) fait l’objet d’une description très détaillée et fascinante, en particulier leur capacité à tirer parti de tout ce que peut offrir l’immense taïga qui les entoure, mais aussi une incroyable pénurie. 
Agafia Lykova (en) est le personnage central du récit de Vassili Peskov. « Un langage étrange, les pieds nus, le visage et les mains dans la suie, toujours à se grattouiller, écrit Peskov. « Pourtant (..) elle a bien la tête sur les épaules ». Sociable, curieuse, avec le sens de l’humour, elle montre moins de fanatisme religieux que sa famille. Pourtant, même si elle acceptera – au prix de voyages en hélicoptère, en train, en barque et en voiture - d’aller séjourner quelques semaines chez de lointains cousins et, à une autre occasion, de rendre visite à des religieuses installées sur le Haut-Ienisseï, elle refusera toujours de quitter son isba de la taïga. En 2016, à 70 ans, elle a été brièvement hospitalisée à Tachtagol , mais elle vit toujours (2019) sur les bords de la rivière Abakan, à sept jours de canoë du village d’Abaza. Devenue une célébrité, elle n’est cependant plus seule et son ravitaillement est assuré par les autorités locales. Sa notoriété en Russie et dans le reste du monde est entièrement due au témoignage de Vassili Peskov.
Le livre « Ermites dans la Taïga », qui a été souvent perçu comme une version moderne du mythe de Robinson Crusoé, a connu un considérable succès international, en particulier en France, où il a été édité par Actes Sud en 1995, puis réédité en 2006 (traduction d'Yves Gauthier). Les droits cinématographiques ont été acquis par Jean-Jacques Annaud.
Une suite est parue en mars 2009 sous le titre Des Nouvelles d'Agafia (Новости от Агафьи), du même auteur (Actes Sud).
La destinée des Lykov, et celle d’Agafia, ont fait l’objet de plusieurs documentaires, en particulier Far Out : Agafia’s Taïga Life (Vice Media) .

## Édition française
- 1992 : Ermites dans la taïga de Vassili Peskov ; traduit par Yves Gauthier, éditeur : Actes Sud, collection : Terres d'aventure-Actes Sud, 236 p.   (ISBN 978-2742705467)[5].